# Stammheim (Zurich)
Pour les articles homonymes, voir Stammheim (homonymie).
Stammheim est une commune suisse du district d'Andelfingen dans le canton de Zurich. Elle compte, en additionnant les chiffres des anciennes communes au 31 décembre 2016, 2 747 habitants.

## Histoire
Elle est fondée le 1er janvier 2019 à la suite de l'acceptation de l'initiative populaire du 24 septembre 2017 sur la fusion entre les communes de Waltalingen, Unterstammheim et Oberstammheim.

Photo aérienne (1964).